# 鎌倉高校前1号踏切
鎌倉高校前1号踏切（かまくらこうこうまえいちごうふみきり）は、神奈川県鎌倉市腰越1丁目にある踏切。
鎌倉高校前駅の近くにあり、国道134号線鎌倉高校前交差点から日坂へ上る道と江ノ島電鉄が交差する地点に設けられている。踏切の先に見える海は相模湾である。アニメ版『SLAM DUNK』のオープニングシーンに登場することから、観光スポットになっている。

## 観光スポットとして

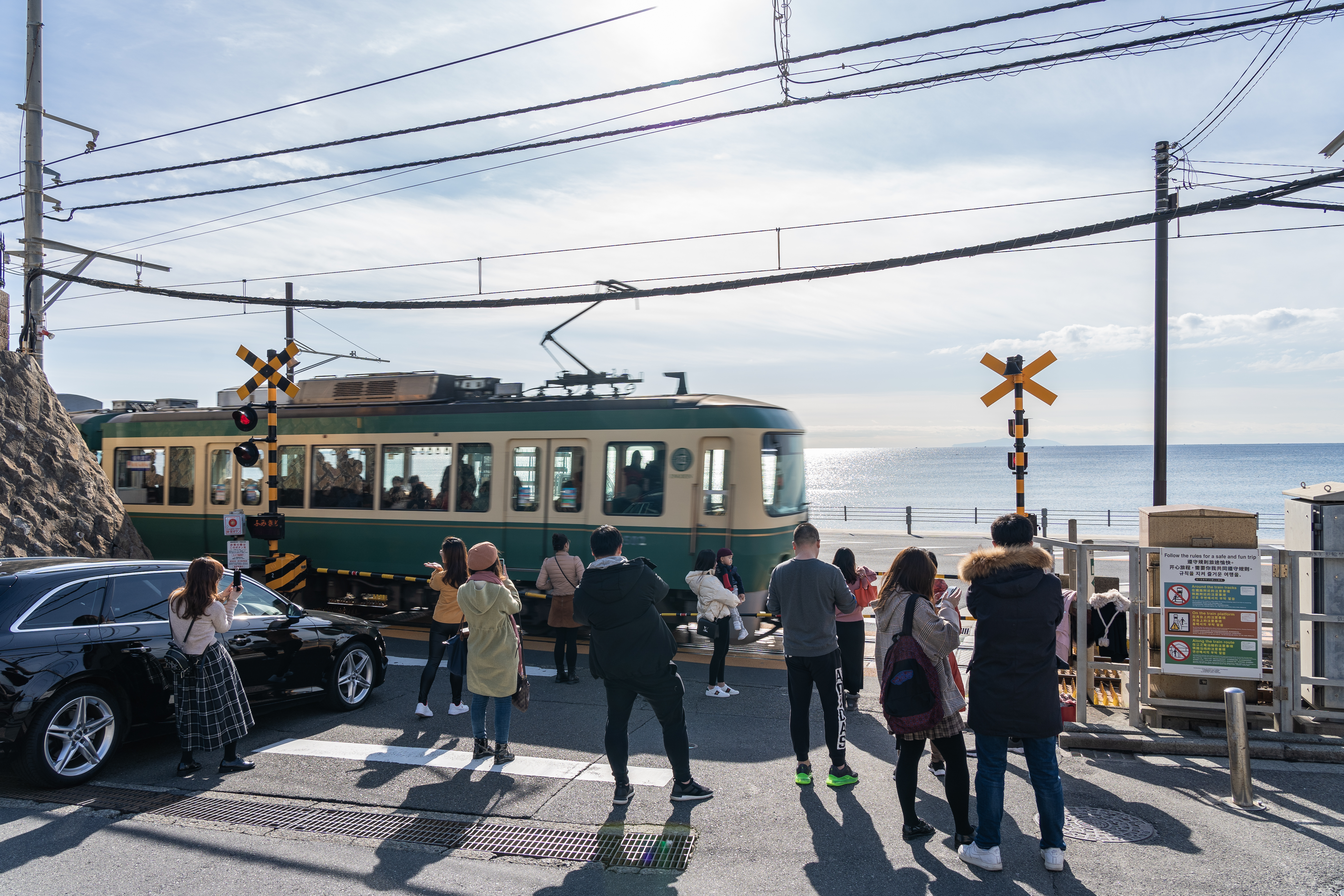
2019年12月撮影。右側に複数の言語で注意書きの書かれた看板がある。

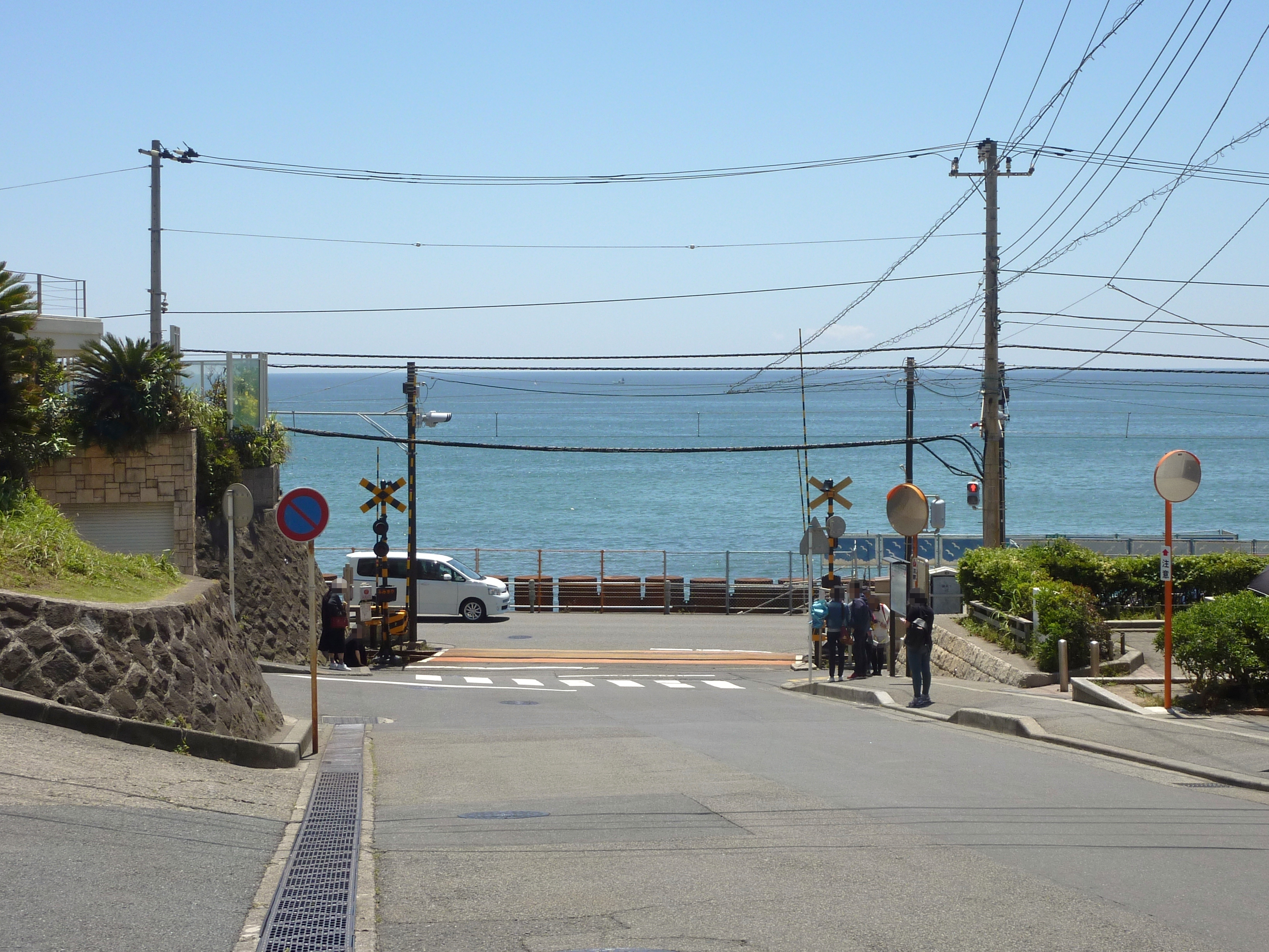
2016年5月撮影。人の少ない時間の風景

1990年代、『SLAM DUNK』の漫画版が連載され、アニメ版が放映された。このアニメのオープニングで同踏切が登場した。このような影響で、作品のファンからはいわゆる「聖地」との扱いを受けている。
主にアジアで人気があり、2013年ごろから中国あるいは台湾などから多く観光客が集まるようになった。2017年に神奈川県は、英語や中国語で県内の観光スポットを紹介するサイトを開設し、このサイトに同踏切も掲載された。2022年からは映画『THE FIRST SLAM DUNK』がアジア諸国で順次公開され、観光客が再び増加し始めた。2023年5月の報道では、休日の日中なら常時80人いる、とされた。

### オーバーツーリズム
しかしながら、多くの観光客がこの場所に集中し、オーバーツーリズムに陥っている。例えば、観光客が住宅に侵入する、ゴミが放置されている、主人公の桜木花道が踏切待ちをする場面を再現すべく、車道に出て写真を撮影する観光客がおり、青信号でも車が進めない、歩道に滞留しているなど、一部の観光客の行動が問題となっており、付近の住民から苦情が寄せられている。2019年11月には周辺の自治町内会や学校、警察、江ノ電などにより「外国人等観光客対策連絡会」という会合が開かれた。その後の会合は新型コロナの流行により休止されている。
2017年には江ノ電が同踏切に、英語、中国語、韓国語で注意事項が書かれた看板を設けた。写真撮影で車道に出ないよう注意喚起するため、鎌倉市は2017年4月から土休日や連休の日中に警備員を配置している。鎌倉市長の松尾崇は2023年5月、警備員を配置した効果が出ているとしたうえで、早朝や平日などにも配置するなどの対応策を検討している、と述べた。
江ノ電の担当者は東京新聞の取材に対し、「マナーを守って安全に楽しんでほしい」と答えた。鎌倉市観光課の担当者は東京新聞の取材に対し、観光向けの積極的なPRをする考えはないと答えた。周辺の住民は神奈川新聞の取材に対し、踏切の周辺に特に店舗がないことを理由に、経済効果が望めない旨を答えている。